# Willi Schoder
Willi Schoder (* 15. Juni 1930 in Windisch; † 11. Februar 2024 in Laufenburg) war ein Schweizer Maler, Zeichner, Zeichenlehrer, Linolschneider, Objekt- und Konzeptkünstler.

## Leben und Werk
Willi Schoder besuchte die Bezirksschule in Brugg, wo er ein Schüler des Zeichenlehrers und Malers Ernst Mühlethaler (1897–1974) war. Von 1946 bis 1950 liess sich Schoder am Lehrerseminar Wettingen zum Lehrer ausbilden. Seine damalige Auseinandersetzung mit dem späten Realismus und mit den Meistern des Nachimpressionismus fanden ihren Niederschlag in seinen autodidaktischen Malereien.
Willi Schoder unterrichtete bis 1955 als Gesamtschullehrer in Hottwil. 1952 hielt er sich für ein Jahr an der Akademie von André Lhote in Paris auf. Dort lernte er u. a. den Bildhauer Erwin Rehmann kennen. Dieser bot ihm an, an der Bezirksschule Laufenburg seine Zeichenlehrerstelle zu übernehmen. In der Folge besuchte Schoder berufsbegleitend und für ein Jahr den Unterricht bei Walter Bodmer und Lenz Klotz an der Allgemeinen Gewerbeschule Basel. In jener Zeit beschäftigte sich Willi Schoder mit philosophischen Grundfragen und mit dem Mystiker Meister Eckhart. Nachdem er die Weiterbildung mit dem Fachlehrerdiplom beendet hatte, unterrichtete er als Zeichenlehrer 40 Jahre lang an der Bezirksschule Laufenburg.
Ab 1956 nahm Willi Schoder regelmässig an den Jahresausstellungen der Aargauer Künstlerinnen und Künstler im Aargauer Kunsthaus teil. 1993 zeigte er ungegenständliche Tafelbilder aus dem Zeitraum 1959 bis 1992 in einer Einzelausstellung im Aargauer Kunsthaus. Schoder stand im intensiven Austausch mit Heiny Widmer.
1966 erhielt Willi Schoder ein eidgenössisches Kunststipendium und wurde Mitglied der Sektion Aargau der GSMBA. Auch schuf er die ersten streng geometrisch-konstruktiven Kompositionen, die er 1967 zum ersten Mal ausstellte. Willi Schoder befasste sich zudem mit den Werken von Max Bill und vor allem mit dessen Schriften. 1967 schrieb er für die Aargauer Blätter den ausführlichen Aufsatz Erziehung durch Kunst. 1968 erhielt er nochmals ein eidgenössisches Kunststipendium.
Als 1970 Heiner Kielholz und Christian Rothacher von älteren Mitgliedern der Sektion Aargau die Aufnahme in die GSMBA verweigert wurde, kam es zum Eklat. In der Folge traten Schoder, Albert Siegenthaler, Willy Müller-Brittnau und Hugo Suter aus der Sektion aus. Zudem organisierten sie im Badener «Trudelhaus» die Gruppenausstellung «Aargau 70» mit Werken jüngerer Künstler. Auch war Schroder der Ateliergemeinschaft Ziegelrain in Aarau freundschaftlich verbunden. 
1973 hörte Willi Schoder auf zu malen und widmete sich seinen Entwürfen für monumentale Gestaltungen für den öffentlichen Raum sowie der Mitarbeit bei Filmen. Er arbeitete für Wettbewerbsbeteiligungen u. a. auch mit dem Bildhauerehepaar Albert Siegenthaler und Gillian White sowie mit Erwin Rehmann und dem aus Basel stammenden Eisenplastiker Thomas Peter (1938–1986) zusammen.
Willi Schoder stellte 1982 gegenständlich-figürliche Arbeiten kleineren Formats auf Papier, Aquarelle vor allem, in Laufenburg aus. Auch zeigte er Werke, die über das Thema von Lukas Cranach «dialogue avec le passé» den eigenen künstlerischen Standort neu zu definieren versuchten. In den 1980er-Jahren schuf Willi Schoder «Fliegende Quadrate»-Werke.